# ویتالی پوپکوف (دوچرخه‌سوار)
ویتالی پوپکوف (اوکراینی: Віталій Попков؛ زادهٔ ۱۶ ژوئن ۱۹۸۳) دوچرخه‌سوار اهل اوکراین است.